# Le Blanc-Mesnil
Le Blanc-Mesnil ist eine nordöstlich von Paris gelegene französische Stadt im Département Seine-Saint-Denis (ehemals Seine-et-Oise) mit 59.912 Einwohnern (Stand 1. Januar 2022). Die Einwohner werden Blancmesnilois genannt.
Überregionale Bekanntheit erlangte die Stadt im November 2005 durch länger anhaltende Unruhen Jugendlicher, die in dieser Region ihren Ursprung nahmen. Le Blanc-Mesnil ist Verwaltungssitz des gleichnamigen Kantons.

## Persönlichkeiten

### Politik
- Isabelle Thomas (* 1961), Politikerin

### Musik
- Patrick Hernandez (* 1949), Sänger, z. B. Born to Be Alive
- Casey (* 1976), Cathy Palenne, Rapperin, lebt in Le Blanc-Mesnil
- Grand Corps Malade (* 1977, Fabien Marsaud), Slammer

### Sport
- Jacques Marinelli (1925–2025), französischer Radrennfahrer und Politiker
- Didier Garcia (* 1964), Radrennfahrer
- Gary Lugassy (* 1982), Tennisspieler
- Tristan Valentin (* 1982), Radrennfahrer
- Ludovic Sylvestre (* 1984), Fußballspieler
- Pierre-Édouard Bellemare (* 1985), Eishockeyspieler
- Morgaro Gomis (* 1985), senegalesischer Fußballspieler
- Jérémy Abadie (* 1988), Fußballspieler
- Moussa Sissoko (* 1989), Fußballspieler
- Romain Bacon (* 1990), Radrennfahrer
- Raphaël Guerreiro (* 1993), portugiesischer Fußballspieler
- Adil Aouchiche (* 2002), Fußballspieler
- Senny Mayulu (* 2006), französisch-kongolesischer Fußballspieler